# Корпус чужестранных единоверцев

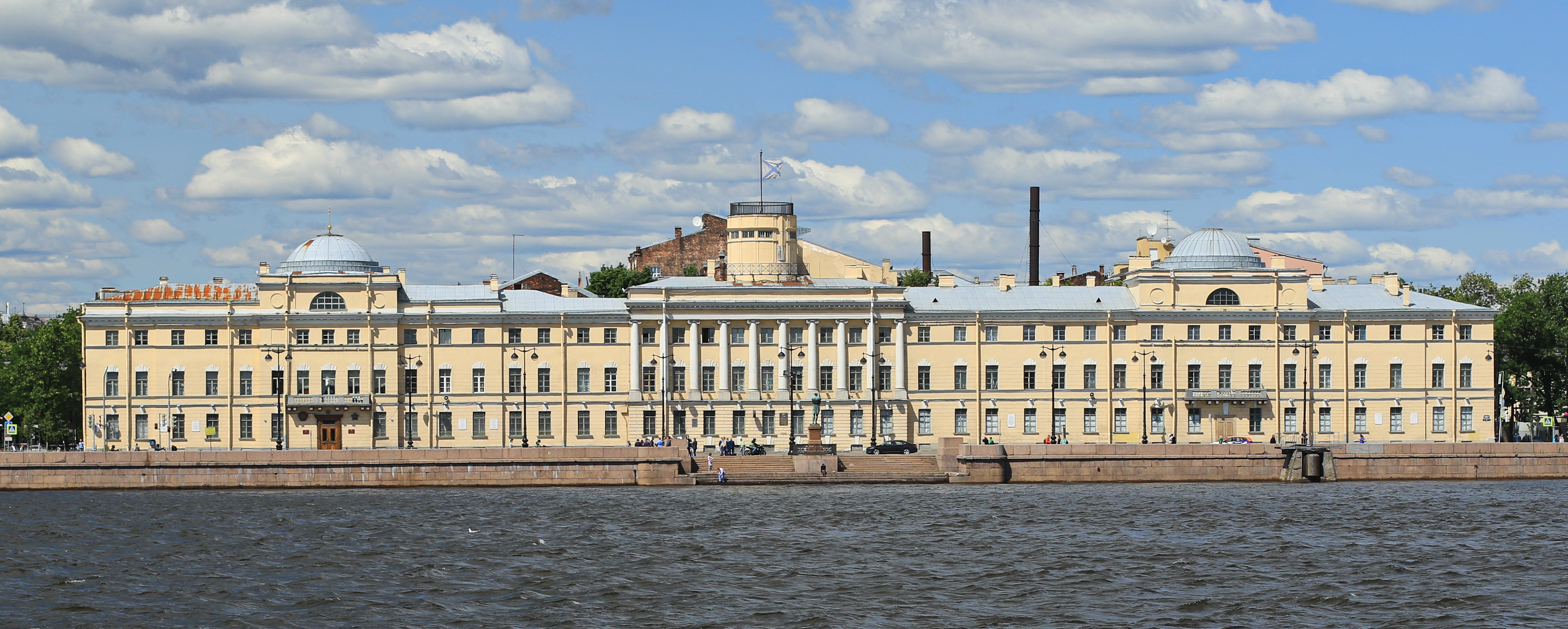
Здание, в котором размещался Корпус чужестранных единоверцев

Корпус чужестранных единоверцев (Греческая гимназия; Греческий кадетский корпус) — кадетский корпус, учреждённый по повелению Екатерины II в 1775 году в Санкт-Петербурге при Артиллерийском и инженерном шляхетском кадетском корпусе для детей греческого происхождения. Расформирован в декабре 1796 года.

## История
Учреждение этого учебного заведения было связано с греческим проектом Екатерины II о восстановлении со столицей в Константинополе византийского греческого государства. Для греческой гимназии рядом с Артиллерийским кадетским корпусом было выстроено специальное здание, и по хозяйственной части гимназия управлялась канцелярией этого корпуса. Фактически гимназия находилась под руководством директора корпуса генерала М. И. Мордвинова, который составил императрице обширный доклад по устройству этого учебного заведения.
По штату в Греческой гимназии были положены: 1 подполковник, 1 капитан, 2 подпоручика, 2 прапорщика, инспектор классов, 25 учителей и 200 воспитанников — от 12 до 16 лет. Был установлен 4-летний курс обучения. После экзаменов по окончании курса учеников предполагалось переводить для дальнейшего образования в Артиллерийский кадетский и Морской кадетский корпуса, а также в училище академии наук и другие гражданские учебные заведения. Проект был утверждён Высочайшим указом 17 апреля 1775 года.

Первая группа греческих мальчиков (21 человек) прибыла в Кронштадт на английском судне 6 июня 1775 года, 15 июня они уже были в Петербурге. Большая группа греческих детей в октябре 1775 года прибыла в Кронштадт на кораблях эскадры вице-адмирала А. В. Елманова «Наталия», «Чесма», «Победа» и «Европа». Всего в Греческую гимназию на кораблях прибыло 99 человек. Преимущественно это были дети архонтов, моряков, купцов и мелких служащих.

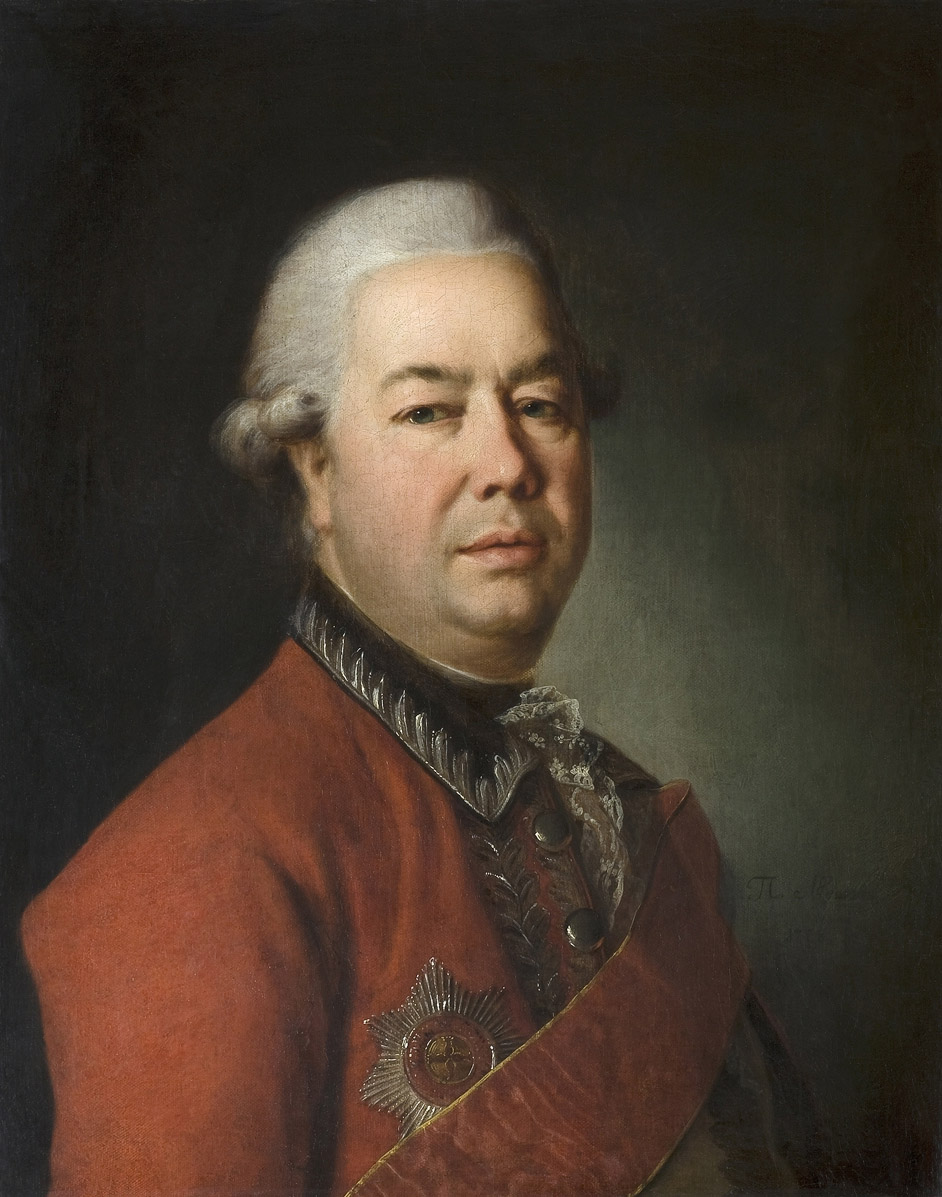
М. И. Мордвинов
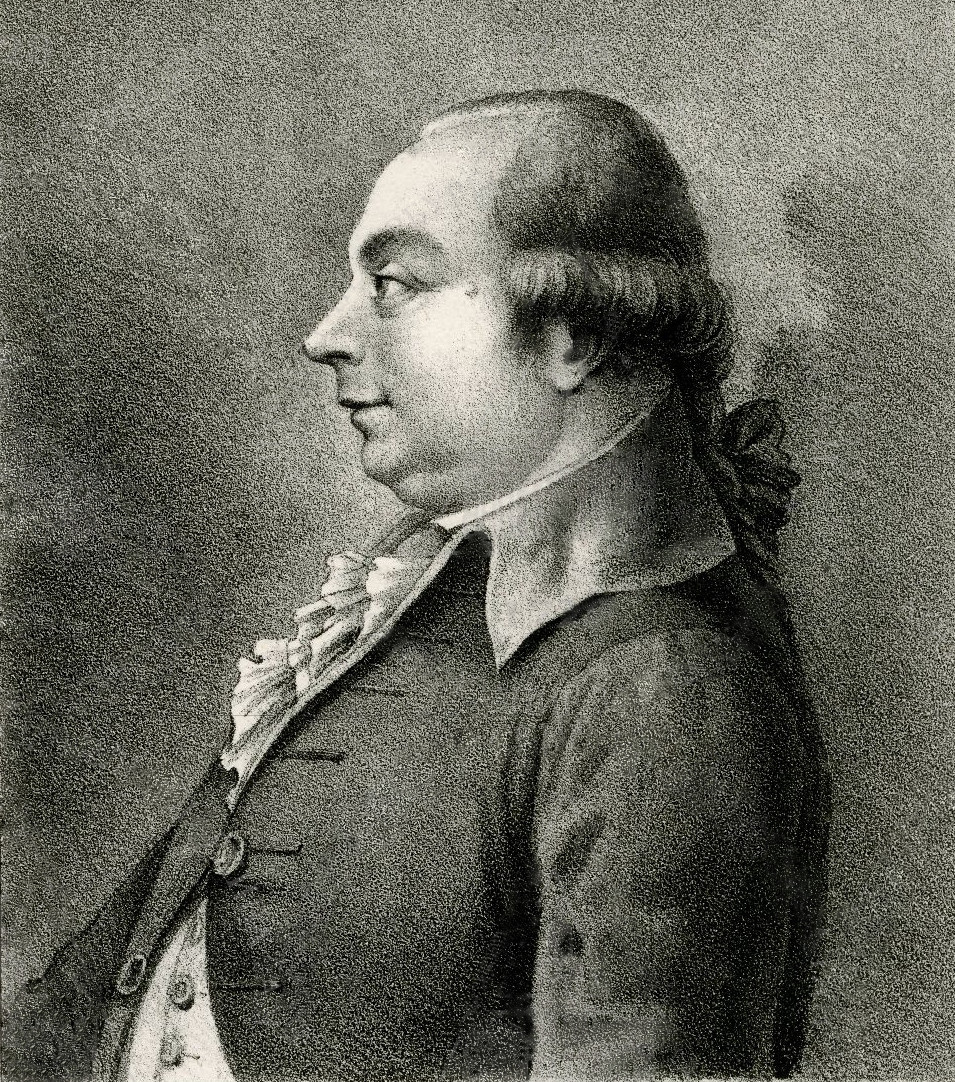
С. Я. Румовский
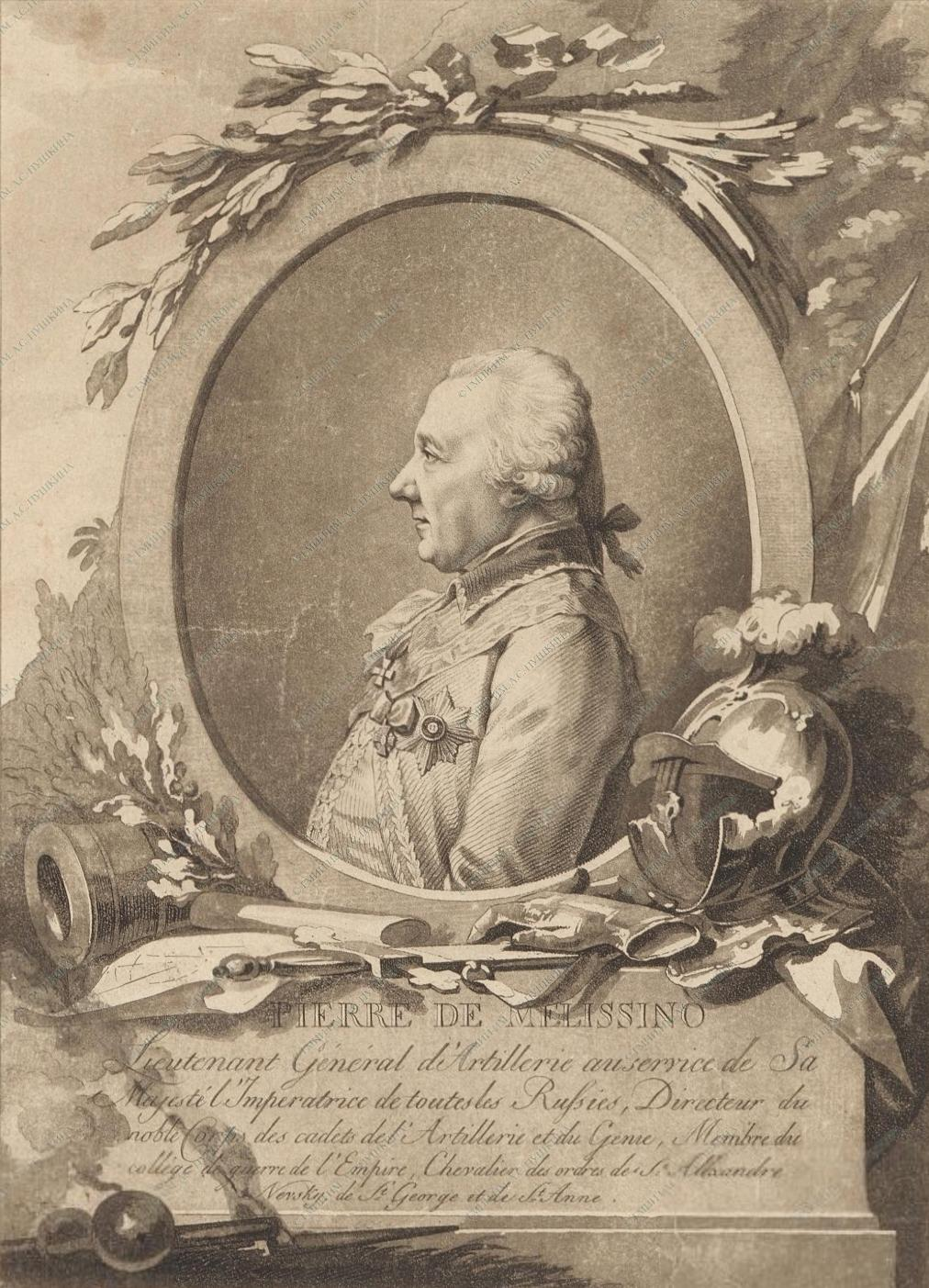
П. И. Мелиссино
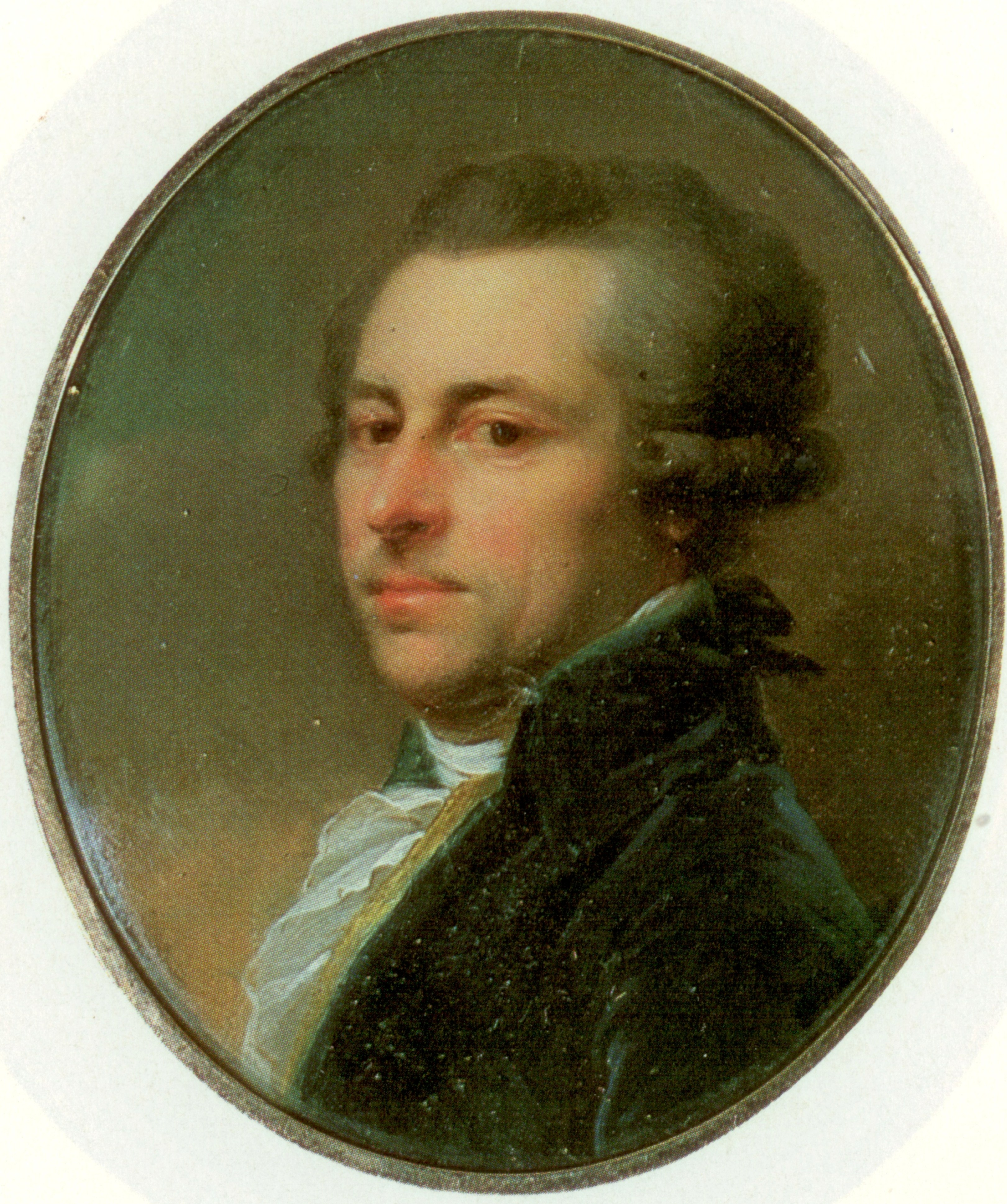
А. И .Мусин-Пушкин

По выбору Мордвинова инспектором классов стал С. Я. Румовский. С 1 января 1778 года, из-за переполнения других кадетских корпусов, было принято решение продолжать обучение воспитанников в гимназии, вследствие чего в её курс было введено преподавание и военных наук. Поэтому воспитанники стали выпускаться и в 23-летнем возрасте, как офицерскими чинами (подпоручиками и прапорщиками), так и гражданскими. Первый выпуск в офицеры состоялся в 1780 году. В 1783 году учебное заведение предполагалось перевести в Херсон, но эти планы не были реализованы.
После смерти Мордвинова руководство гимназией перешло к новому директору Артиллерийского кадетского корпуса, П. И. Меллисино, но затем она получила своего особого начальника в лице подполковника Вальховского (П. С. Волховского?), которого 6 июля 1789 года сменил действительный статский советник А. И. Мусин-Пушкин.
На 1 мая 1783 года в гимназии числилось 84 воспитанника, 12 офицеров и сержантов, лекарь, подлекарь, цирюльник, 3 музыканта, 15 учителей и 28 человек обслуживающего персонала, 5 человек составляли канцелярию, 3 служили в церкви. С 1786 года отличившиеся выпускники стали награждаться золотыми и серебряными медалями, изготовленными на Монетном дворе в Петербурге.
Будущий президент Венесуэлы Франсиско Миранда, бывший в Крыму в свите Г. А. Потёмкина в январе 1787 года во время подготовки к Таврическому вояжу Екатерины II, писал: "Князь [Потёмкин] рассказал о способности современных греков приобретать знания, подобно древним, отметив, что в гимназии, основанной под патронажем императрицы в Петербурге для обучения юных представителей сей национальности, успеваемость выше, нежели у тех, кто принадлежит к иным нациям.".
В 1792 году Греческая гимназия была наименована «Корпус чужестранных единоверцев», но называлась также «Греческий кадетский корпус». Учебное заведение получило новый штат, по которому предусматривалось 186 кадетов, 25 офицеров и унтер-офицеров, 133 человека обслуживающего персонала и 33 учителя. К общеобразовательным предметам добавились навигация, сферика и астрономия, артиллерия и фортификация, а также такой предмет, как «российский красный слог, логика и прочие нужнейшие части нравственной философии». Кроме этого потребовались новые помещения для корпуса, ставшего наряду с другими корпусами привилегированным учебным заведением; 6 июля 1792 года А. И. Мусин-Пушкин дал указание о покупке у С. Ю. Пушкиной дома её отца, действительного тайного советника Ю. А. Ржевского; здание располагалось на 13-й линии Васильевского острова. До этого, в 1789 году, полковник Волховский под залог своего имения получил деньги на покупку для гимназии каменного дома майора Червинского, располагавшегося между 11-й и 12-й линиями, рядом с домами Морского кадетского корпуса, который в это время находился в Кронштадте, и дворами директора Морского корпуса адмирала И. Л. Голенищева-Кутузова и адмирала В. П. Фондезина. К концу ноября 1793 года все помещения были переданы в ведение Корпуса чужестранных единоверцев, но переезд состоялся только в 1795 году.
Вступив на престол, император Павел I повелел расформировать корпус (8 декабря 1796 года); его воспитанники были распределены между Сухопутным и Морским кадетскими корпусами.

## Выпускники
Выпускники Греческого кадетского корпуса
Выпускники корпуса направлялись для комплектования офицерского состава недавно образованного Черноморского флота. Также становились чиновниками Новороссийской, а позднее Таврической губернии. Многие образовали служилые или военные династии. При выходе в отставку селились на юге России. Входили в российское дворянство как по родству, так и по выслуге.